# Lil Woods
Lil Grace Woods (* 9. April 1998 in Warwickshire) ist eine britische Schauspielerin.

## Leben und Karriere
Woods wurde am 9. April 1998 in Warwickshire geboren. Sie besuchte die Ysgol Bro Ddyfi. Ihr Debüt gab sie 2008 in dem Film Blessed. Anschließend bekam sie 2010 in Eine zauberhafte Nanny – Knall auf Fall in ein neues Abenteuer eine Hauptrolle. Im selben Jahr war sie in dem Kurzfilm Disco zu sehen. Unter anderem trat Woods 2014 in dem Kurzfilm Baby auf. Derzeit lebt sie in London.

## Filmografie
- 2008: Blessed
- 2010: Eine zauberhafte Nanny – Knall auf Fall in ein neues Abenteuer
- 2010: Disco
- 2014: Baby